# Caserna de la Guàrdia Civil (Canovelles)
La Caserna de la Guàrdia Civil és un conjunt d'habitatges i instal·lacions per al destacament de la Guàrdia Civil al municipi de Canovelles (Vallès Oriental) catalogat a l'Inventari del Patrimoni Arquitectònic de Catalunya. Deu habitatges destinats a famílies, un pavelló de solters, un habitatge especial per al comandant, i el cos de guàrdia, que consisteix en oficines i dependències annexes. L'edifici està concebut com una casa pati, de forma circular, que es conforma per l'agrupació radial de cases unifamiliars adossades de dos nivells. Un cos de geometria triangular interromp la forma circular creant una façana alineada al vial paral·lel al riu, que es constitueix com la façana principal amb un únic accés. Aquest cos reuneix el conjunt de dependències del cos de guàrdia. El volum circular es desenvolupa en dues plantes. Els habitatges tenen els dormitoris a la planta baixa i la sala d'estar i la cuina a la planta pis. El volum queda reculat a la planta superior per tal de disposar d'un espai de terrassa. La façana principal es resol amb un mur i un gran arc rebaixat al centre: la porta.